# 可愛いエミリー
『可愛いエミリー』（かわいいエミリー、英: Emily of New Moon）は、カナダの作家L・M・モンゴメリが1923年に発表した小説。
モンゴメリがアンの次に創作した新しいヒロイン、エミリー・バード・スターを主人公とするエミリー3部作の第1作で、『可愛いエミリー』という邦題は、いくつかある日本語訳のうち、1964年新潮社版の村岡花子訳につけられたタイトルである。

## 作品概要
両親を失ったエミリーは、それまで疎遠であった母方の親戚、マレー家に引き取られ、エリザベス伯母、ローラ伯母、いとこのジミーと共に「ニュームーン農場」で暮らし始める。エリザベスとはたびたび対立するものの、ローラとジミーに暖かく受け入れられ、イルゼ・バーンリ、テディ・ケント、ペリー・ミラーなど友達もでき、ニュームーン農場での暮らしになじんでゆく。第一作『可愛いエミリー』には、第二作『エミリーはのぼる』、第三作『エミリーのもとめるもの』への伏線として、息子テディの愛するものを何でも憎むケント夫人、親戚で父の友人でもあった博識なディーン・プリーストも登場する。
エミリーは父が亡くなる前から文章を書くことが好きであったが、父の死後は父への「手紙」という形で、日々の出来事や自分の気持ちを書き綴るようになる。『可愛いエミリー』の一部は、この父への手紙で構成されている。
ある日、エリザベス伯母は、エミリーが父に宛てて書き続けてきた「手紙」を見つけて、自分のことが辛らつに書かれているのを読んでしまう。エリザベスとエミリーは激しくぶつかるが、その衝突の中で、エリザベスがエミリーを愛しく感じるようになっていたことに二人は気づき、関係は回復する。学校のカーペンター先生は、エミリーに文才を見出し、書き続けるよう励ます。
『可愛いエミリー』最終章、エミリーは死後に出版されるようにと日記を書き始める。

## 作品の特徴

### 新しいヒロイン
『赤毛のアン』はベストセラーとなり読者や出版社から続編が求められたが、モンゴメリ自身はアン・シリーズに飽きてしまい、『アンの娘リラ』でアン・シリーズは打ち止めにしたいと考えていた。モンゴメリは少女時代の日記を読み返して構想を練り、自分に良く似た生い立ちで自分と同じようにひたむきに作家を志望する少女エミリーを生み出す第一作『可愛いエミリー』が実際に書かれたのは1年後の1921年8月から翌1922年2月にかけてであった。
エミリーはアンに代わる新しいヒロインであり、モンゴメリはマクミランへの手紙の中でこの執筆は『赤毛のアン』以来の楽しさだったと書いている。

### ひらめきの世界へ
エミリーは小さい頃から「ひらめき（"the flash"）」を感じていて、それが歓喜と独創力がひらめく重要な物となっている。この体験はモンゴメリ自身の経験でもあった。モンゴメリの小説の登場人物でこの「ひらめき」を共有しているのはエミリーだけである。3部作においてモンゴメリは自分の普通の子供としての記憶だけでなく、普通ではない生い立ち、すなわち生涯を通して保ちつづけた文筆力を暗示して描いた。
It has always seemed to me, ever since early childhood, that, amid all the commonplaces of life, I was very near to a kingdom of ideal beauty. Between it and me hung only a thin veil. I could never draw it quite aside, but sometimes a wind fluttered it and I caught a glimpse of the enchanting realm beyond -- only a glimpse -- but those glimpses have always made life worth while.
小さい子供の頃からあらゆる日常生活のただ中で自分はいつも究極的な美の王国のすぐ近くにいたように思える。その世界と私の間には薄いヴェールがほんの一枚掛かっているだけだった。自分でヴェールを引き開ける事はできなかったものの、時々風がヴェールを揺らして向こう側の魅惑的な王国を垣間見る事ができた。ほんの一瞥だけど…でもそれらがいつも私の人生を価値ある物にしていた。
Emily of New Moon の1章の終わりに、エミリーの描写として書かれているのは以下で、日記の記述が反映されているのが見て取れる。
It had always seemed to Emily, ever since she could remember, that she was very, very near to a world of wonderful beauty. Between it and herself hung only a thin curtain; she could never draw the curtain aside--but sometimes, just for a moment, a wind fluttered it and then it was as if she caught a glimpse of the enchanting realm beyond--only a glimpse--and heard a note of unearthly music.
物心ついて以来ずっと、エミリーは素晴らしい美の世界のとてもとても近くにいるように感じてきた。その世界と彼女の間には薄いカーテンがほんの一枚掛かっているだけだった。自分でそのカーテンを引き開ける事はできなかった……。ただ時々、ほんの一瞬、風がカーテンを揺らして向こう側の魅惑的な王国が垣間見できるような気がした。ほんの一瞥と…この世のものならぬ楽の音と。

### アンとエミリー
舞台がプリンスエドワード島、主人公が孤児という境遇は、『赤毛のアン』と同様だが、エミリーシリーズはアンシリーズの『アンの娘リラ』の後に書かれた作品で、結婚して家庭におさまったアンに比べ、エミリーは文章を書くことに対する強い執着をずっと持ち続け、「モンゴメリ自身の実像に近い」とされる。
『赤毛のアン』にもモンゴメリの少女時代の経験が大きく反映されているが、モンゴメリはエミリーのほうが自分に近いと考えていた。実際にエミリーの生い立ちや、作家になろうというひたむきな意思は、モンゴメリ自身の人生に沿ったものであり、個性、想像力、気性にも類似点が多い。モンゴメリは「アンは架空の人物である」と述べ、、エミリーについては「アンは私の事だと言った人たちは全く間違っていました。でも、私をエミリーと同一人物であると書くのであれば、その人たちはいくつかの点では当たっています」、「この本が今まで書いた中で最高です」などと評している。

### エミリーとモンゴメリの類似点
- エミリーは父を、モンゴメリは母を結核で亡くしている。
- モンゴメリは母の死後、厳格な母方の祖父母の農場で育てられる。祖父母の実子達は既に成人し家に子供はモンゴメリ1人であったため、想像の世界に暮らすようになった[14]。
- モンゴメリを育てた祖父の兄マクニールは、実際には大おじに当たるが「いとこのジミー」として子供と天才が同居した詩人であると日記に描かれている。家庭の事情で教育を受ける事ができず、詩は残っていない[14]。エミリーの叔父も「いとこのジミー」と書かれていて、子供のような心を持ち詩にも理解を示すが書き残さない[15]。
- モンゴメリは亡き母に宛てて手紙を書き[12]、エミリーは亡き父に宛てて手紙を書く。
- ミス・ブラウネルのモデルになったのは、モンゴメリを憎み、いじめ抜いた教師ウォーレン夫人。後にモンゴメリが著名な作家となり記者がキャベンディッシュに取材に来た時、幼い頃に親しく手助けをしたのは私だとして新聞の写真に載った[16]。

### 作風
エミリーはアン・シリーズ、とりわけ『赤毛のアン』に比べて暗い印象を与える。アン・シリーズは読者に夢と希望を与える明るい物語になっているのに対し、エミリー3部作はモンゴメリが自分が納得するように書きたいことを心ゆくまで書いている。『可愛いエミリー』が書かれた頃のモンゴメリは、悪化した夫の鬱病を教区民にひた隠して明るい牧師の妻を演じながら、もはやパートナーではなく生涯の重荷となってしまった夫の世話をし、家事に子供の躾に力仕事までこなしつつ作家として収入を得なければならないとても不幸な時期にあった。

### ファンタジー的要素
多用されてはいないが、「千里眼」や「夢のお告げ」、「虫の知らせ」が小説の中で重要なターニングポイントとなり、奇跡的に問題が解決したり危機を回避する場面が1作につき1,2箇所ずつある。
『可愛いエミリー』では古井戸の話が該当する。病で寝込んでいたエミリーが「夢のお告げ」でもあったかのように、何年も前に失踪したイルゼの母親は駆け落ちをしたのではなく古井戸に落ちてしまったのだとうわごとを言う。実際にその古井戸からイルゼの母親が発見された後、ローラ伯母は「愛は奇跡を起こす」とつぶやき、イルゼの父アラン医師は A little child shall lead them (小さい子供がそれらを導くであろう) と聖書のイザヤ書 11:6 とつぶやいて信仰を取り戻し、それまで省みなかった娘を、今度は手のひらを返したように溺愛するようになる。
モンゴメリは無二の友であった従姉妹のフレデリーカが1919年に死んだ事に衝撃を受け、フレデリーカの霊が愛猫を通してモンゴメリに存在を示したのではないかと考えたり、心霊術のウィジャボードに夢中になった事もある。

## エミリー3部作
| 巻 | 原作出版年 | 原題              | 出版年 | 邦題                 | エミリーの年齢 | 扱われている内容 |
| -- | ---------- | ----------------- | ------ | -------------------- | -------------- | ---------------- |
| 1  | 1923       | Emily of New Moon | 1964   | 可愛いエミリー       | 10～13         | 子供時代         |
| 2  | 1925       | Emily Climbs      | 1967   | エミリーはのぼる     | 13～17         | 少女時代         |
| 3  | 1927       | Emily's Quest     | 1969   | エミリーの求めるもの | 17～24         | 娘時代           |

### 日本語訳一覧
Emily of New Moon の邦訳は以下である。
- (1959年) 『風の中のエミリー』、『雨に歌うエミリー』 村岡花子訳 - 秋元書房 (絶版)
- (1964年) 『可愛いエミリー』 村岡花子訳 - 新潮文庫
- (2002年) 『エミリー(上)』、『エミリー(中)』、『エミリー(下)』 神鳥統夫訳 - 偕成社
- (2006年) 『新月農園のエミリー』 池松直子訳 - 篠崎書林

村岡訳の新潮文庫版は3部作全てが翻訳されている。
神鳥訳の偕成社版は Emily of New Moon を3分冊にしたもの。

## 派生作品
- Emily of New Moon (TV series)。en:CBC TelevisionのTVシリーズ。ただし原作は実質的に採用されていない。[18]
- 風の少女エミリー。NHKのアニメ作品。
- ミュージカルも作られた。